# عشقه زمینی (گلکوما)
عشقه زمینی (گلکوما) (نام علمی: Glechoma) نام یک سرده از خانواده نعنائیان است.